# Steinhagen (Vorpommern)
Steinhagen ist eine Gemeinde südwestlich von Stralsund im Landkreis Vorpommern-Rügen. Sie wird vom Amt Niepars mit Sitz in der Gemeinde Niepars verwaltet.

## Geografie
Steinhagen liegt zirka zehn Kilometer südwestlich der Stadt Stralsund und zehn Kilometer nördlich von Grimmen in einer waldreichen Umgebung. Im Norden grenzt die Gemeinde an den Borgwallsee, im Osten an das Feuchtgebiet und Gewässer Krummenhagener See.
Zur Gemeinde gehören die Ortsteile Negast (mit Pennin und Seemühl), Krummenhagen und Steinhagen.

## Geschichte
Steinhagen kam mit dem Westfälischen Frieden von 1648  unter schwedische Herrschaft, 1815 kam Vorpommern zur preußischen Provinz Pommern.
Die gotische Backsteinkirche wurde vom benachbarten Kloster Neuenkamp (heute Franzburg)  im 13. Jahrhundert errichtet und 1283 erstmals erwähnt. Von 1634 bis 1639 war Jakob Liefer Pfarrer der Kirche.
Die preußische Staatsdomäne wurde so seit 1819 bewirtschaftet. 1871 lebten nach Angaben der preußischen Volkszählung 126 Menschen auf dem 491 ha großen Gut. Das Gutshaus von 1898 wurde in der Amtszeit von Amtsrat Carl Gierke (1855–1909) errichtet. Es war nach 1945 Wohn- und Gemeindehaus. Seit 2004 ist das Gut privatisiert.
Die Gemeinde war bis 1952 Teil des Landkreises Franzburg-Barth und gehörte danach bis 1994 zum Kreis Stralsund im Bezirk Rostock.
In Steinhagen wurden aufgrund seiner Nähe zu Stralsund zahlreiche neue Wohnungen gebaut. Seit 1990 hat sich die Einwohnerzahl der Gemeinde mehr als verdoppelt.
Krummenhagen: Gut u. a. im Besitz der Familie Justquinus von Gosen aus Stralsund (17. Jahrhundert); später Domäne, die in den 1930er Jahren aufgesiedelt wurde. Das Gutshaus stammt aus dem 19. Jahrhundert.
Negast, früher Nigas, besteht seit der Gründung des Klosters Neuenkamp um 1233.

## Bevölkerung
| Jahr | Einwohner |
| ---- | --------- |
| 1990 | 1236      |
| 1995 | 2100      |
| 2000 | 2853      |
| 2005 | 2663      |
| 2010 | 2623      |
| 2015 | 2610      |

| Jahr | Einwohner |
| ---- | --------- |
| 2020 | 2687      |
| 2021 | 2679      |
| 2022 | 2691      |
| 2023 | 2686      |

Stand: 31. Dezember des jeweiligen Jahres

## Politik

### Gemeindevertretung
Die Gemeindevertretung von Steinhagen besteht aus 12 Mitgliedern. Die Kommunalwahl am 9. Juni 2024 führte bei einer Wahlbeteiligung von 78,0 % zu folgendem Ergebnis:
| Partei / Wählergruppe                           | Stimmenanteil 2019 | Sitze 2019 |  | Stimmenanteil 2024 | Sitze 2024 |
| ----------------------------------------------- | ------------------ | ---------- |  | ------------------ | ---------- |
| Freie Wählergemeinschaft (FWG)                  | 29,6 %             | 3          |  | 38,6 %             | 5          |
| CDU                                             | 30,8 %             | 4          |  | 34,8 %             | 4          |
| Wählergemeinschaft Unabhängiger Bürgerrat (WUB) | 32,7 %             | 4          |  | 21,4 %             | 3          |
| SPD                                             | 06,9 %             | 1          |  | 02,8 %             | –          |
| Einzelbewerber Axel Schubert                    | –                  | –          |  | 02,4 %             | –          |
| Insgesamt                                       | 100 %              | 12         |  | 100 %              | 12         |

### Bürgermeister
- 2019–2024: Ludwig Wetenkamp
- seit 2024: Hansjörn Buttkereit (Freie Wählergemeinschaft)

Wetenkamp wurde am 26. Mai 2019 mit 63,3 % der gültigen Stimmen zum Bürgermeister gewählt. Bei der Bürgermeisterwahl am 9. Juni 2024 wurde Buttkereit mit 67,9 % der gültigen Stimmen zu seinem Nachfolger gewählt. Seine Amtsdauer beträgt fünf Jahre.

### Wappen, Flagge, Dienstsiegel
Die Gemeinde verfügt über kein amtlich genehmigtes Hoheitszeichen, weder Wappen noch Flagge. Als Dienstsiegel wird das kleine Landessiegel mit dem Wappenbild des Landesteils Vorpommern geführt. Es zeigt einen aufgerichteten Greifen mit aufgeworfenem Schweif und der Umschrift „GEMEINDE STEINHAGEN * LANDKREIS VORPOMMERN-RÜGEN“.

## Sehenswürdigkeiten
- Gotische Dorfkirche Steinhagen aus Backstein von um 1283 mit Mönchstein,
- Erdholländer-Windmühle in Steinhagen
- Naturschutzgebiete Borgwallsee und Pütter See und Krummenhagener See (Besichtigung von einem Hochstand aus)
- Schnitterkaserne neben dem Feuerwehrhaus
- Gedenkstein für den sozialdemokratischen Lehrer Karl Krull, der 1932 vor einem Hitler-Besuch in Stralsund von der Polizei erschossen wurde, neben dem Eingang zum Evangelischen Altersheim am Penniner Damm
- Altes Pfarrhaus nebst öffentlich zugänglichem Pfarrgarten (2 ha) mit historischem Bestand von etwa 100 Apfelbäumen (viele alte Sorten)
- Ökodorf Krummenhagen mit Bio-Gärtnereien, Lehmbau-Manufaktur und Töpferei[9]
- Gutshaus Steinhagen von 1898 mit Gutsanlage

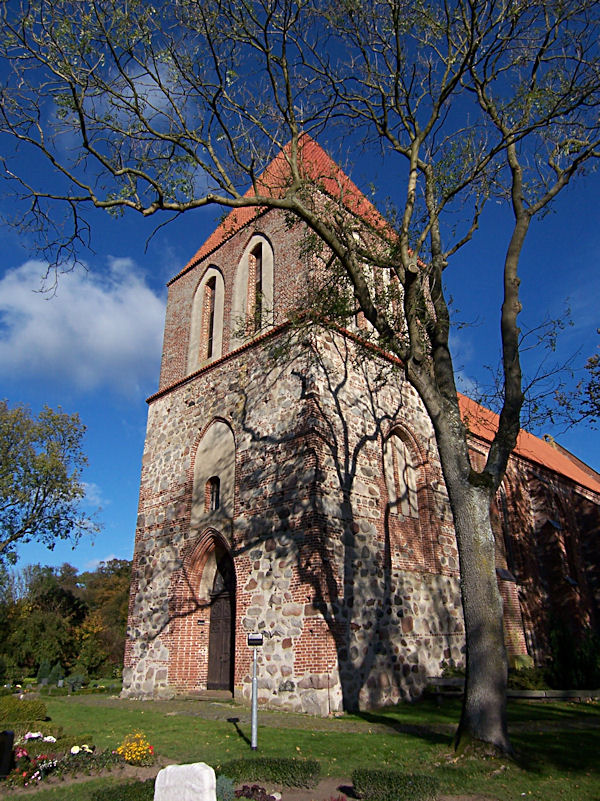
Dorfkirche Steinhagen
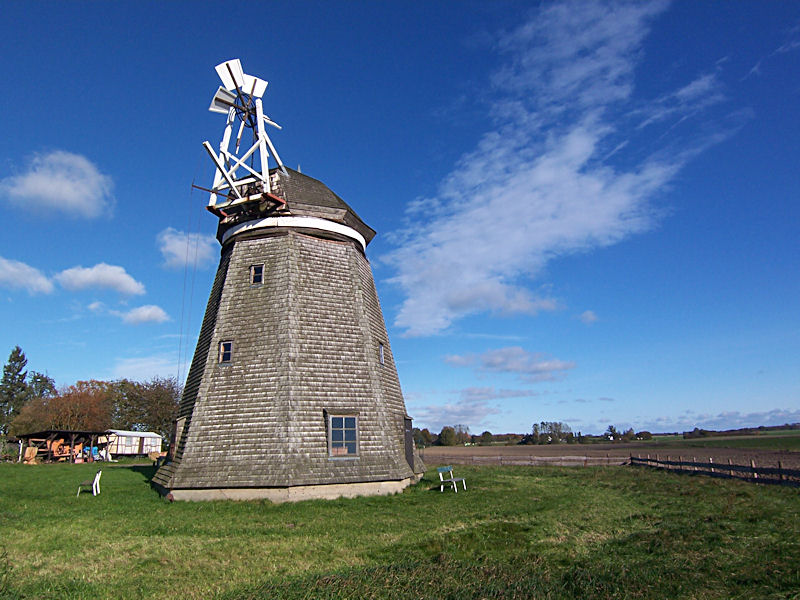
Erdholländer in Steinhagen
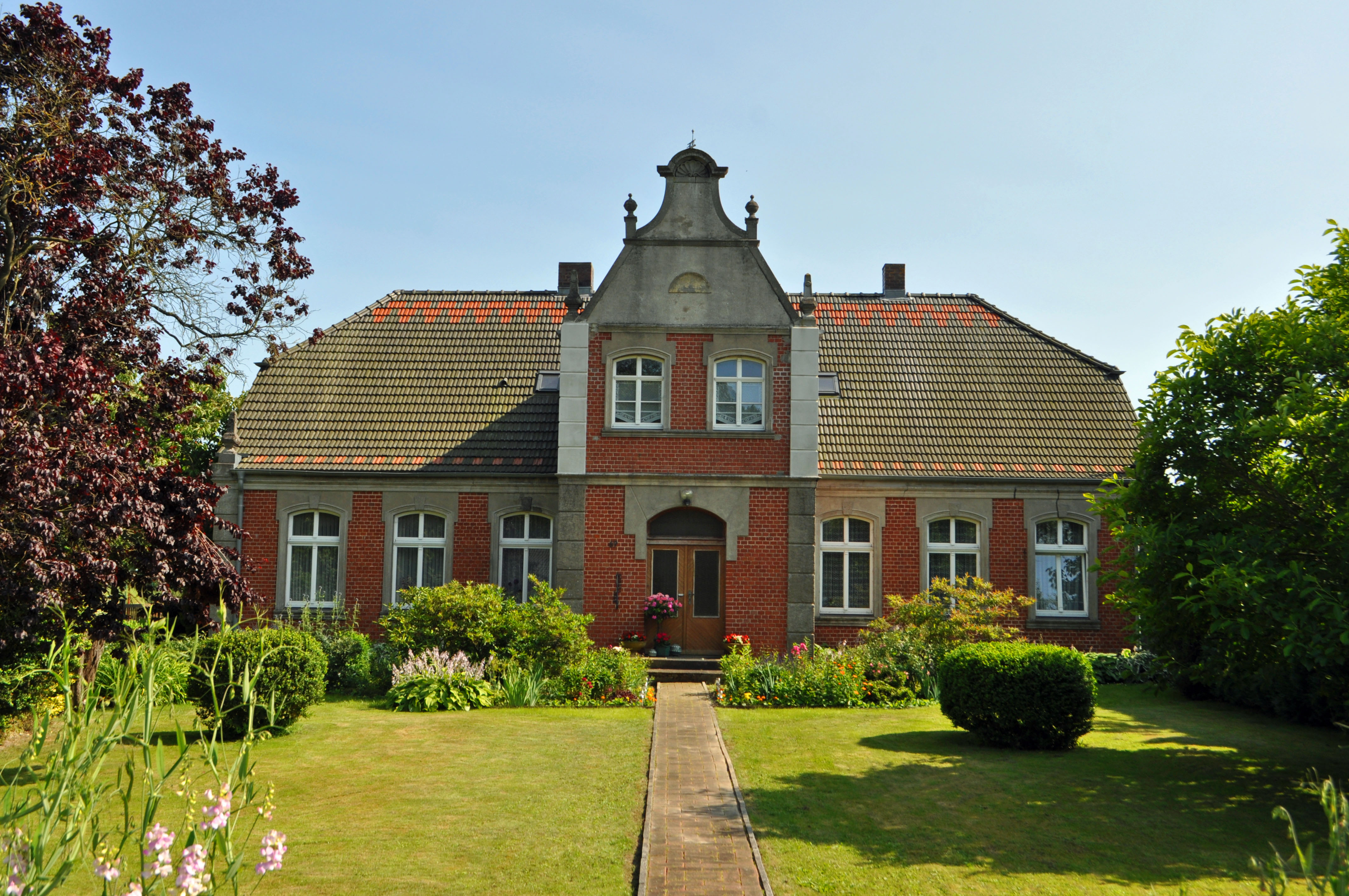
Wohnhaus in Steinhagen

## Verkehr
Durch den Ort verläuft die Bundesstraße 194 zwischen Stralsund und Grimmen. Er ist auch über die Bundesautobahn 20 (Anschluss Grimmen-Ost) zu erreichen.

## Persönlichkeiten
- Jakob Liefer (1571–1655), evangelischer Theologe und Autor, Pfarrer in Steinhagen
- August Streufert (1887–1944), Politiker (SPD), NS-Opfer, in Negast geboren
- Dietmar Eifler (* 1955), Bürgermeister von Steinhagen und Landtagsabgeordneter (CDU)